# FARA-83突擊步槍
FARA 83（西班牙語：Fusíl Automático República Argentina；“阿根廷共和國自動步槍”或 FAA 81）是一款由阿根廷於1980年代開發並裝備軍隊的突擊步槍。

## 發展
FAA計劃起始於20世紀80年代，當時阿根廷政府軍事採購總局下令研製一款新的步槍以取代服役已久的FMAP FSL自動步槍（阿根廷版的FN FAL）。該槍的原型早在1981年已經完成，但生產直到1984年才正式開始。然而，在20世紀80年代末，梅内姆總統的任期間，國家陷入了經濟困難。經濟危機嚴重地限制了現代化武器的生產。就是基於這個因素原先的幾個項目都被取消了，這些武器項目包括：神鷹一型與神鷹二型導彈、Saia 90多用途戰鬥機以及FARA 83步槍。此外，多間兵工廠被迫倒閉，導致FARA 83只生產了不足1,200把就暫停了生產。
FARA 83雖在1990年恢復了生產，但其實際生產數目至今仍然是未知數。此外，其數目不足以滿足阿根廷軍隊，故大部份阿根廷士兵至今仍然裝備FMAP FSL，只有少數的士兵裝備了FARA 83。

## 特徵
FARA 83的設計明顯是受到以色列IMI Galil的影響。此槍具有一個折疊式槍托和一個用在弱光條件下的氚光瞄準鏡。早期的型號在供彈方面更使用來自貝瑞塔AR70的30發彈匣，並具有一個可切換為半自動或全自動射擊的扳機組。

## 使用國
- 阿根廷
- 委內瑞拉

## 在流行文化中
- 《使命召唤：黑色行动冷战》：为第二赛季更新武器。归类为突击步枪，能夠由北约或华约作战人员所使用。

## 外部連結
- FARA 83（页面存档备份，存于）
- 現代軍火
- 介紹FARA 83的網頁